# جون ويليام غريغ
جون ويليام غريغ (بالإنجليزية: John William Gregg)‏ هو مهندس معماري أمريكي، ولد في 8 يناير 1880، وتوفي في 1969.